# Viaduc de la Bouble
Das Viaduc de la Bouble ist ein Eisenbahnviadukt auf der Strecke von Commentry nach Gannat im Département Allier in der Region Auvergne-Rhône-Alpes. Als Weiterentwicklung des Viaduc de Busseau setzte es Maßstäbe für den nachfolgenden Bau von Eisenbrücken, zumindest für die von französischen Unternehmen in ganz Europa gebauten Brücken.

## Die Strecke von Commentry nach Gannat
Die Strecke beginnt in Commentry zunächst zweispurig und führt dabei über das mit einer langen Bogenreihe aus Mauerwerk ausgeführte Viaduc du Soleil und das ebenfalls gemauerte Viaduc des Balladiers. In Lapeyrouse-la-Gare trennt die Strecke sich in den früher nach Süden über Saint-Eloy-les-Mines bis nach Clermont-Ferrand führenden Zweig und die ab dort einspurige Strecke nach Gannat.

## Die Viadukte
Das Viaduc de la Bouble ist das erste und gleichzeitig größte der vier aus Guss- und Schmiedeeisen bestehenden Viadukte, die zusammen mit der Strecke in den Jahren 1868 bis 1871 im Auftrag der Compagnie du chemin de fer de Paris à Orléans (PO) gebaut wurden. Die Reihenfolge der Viadukte auf der Strecke entspricht zufälligerweise auch der Reihenfolge ihrer Größe:
| Name                                               | Länge  | Höhe  | Pfeiler |
| -------------------------------------------------- | ------ | ----- | ------- |
| Viaduc de la Bouble                                | 0395 m | 066 m | 05      |
| (gefolgt von dem gemauerten Viaduc de la Perrière) | 0125 m | 034 m | 08      |
| Viaduc du Bellon                                   | 0231 m | 048 m | 02      |
| Viaduc de Rouzat                                   | 0181 m | 059 m | 02      |
| Viaduc de Neuvial                                  | 0160 m | 044 m | 01      |

Alle vier Viadukte entsprechen einem einheitlichen Muster, das Wilhelm Nördling, wie der seit langem in Frankreich tätige Chefingenieur der Eisenbahn PO dort allgemein genannt wurde, als Weiterentwicklung des ebenfalls von ihm geplanten und kurz zuvor fertiggestellten Viaduc de Busseau entworfen hatte. Ein Fahrbahnträger aus schmiedeeisernen Gitterträgern wird von Pfeilern gestützt, die aus mehreren gleich langen, in Etagen übereinander montierten gusseisernen Rohren bestehen, die mit schmiedeeisernen Verstrebungen versteift sind und auf gemauerten Sockeln stehen, die bis zur selben Höhenlage reichen.
Nördling hatte sich mit dem Crumlin-Viadukt in Südwales auseinandergesetzt, dessen Pfeiler aus 14 gusseisernen Säulen bestanden, und an der Planung des ersten Grandfey-Viadukts mitgewirkt, das 12 solche Rohre pro Pfeiler hatte. Er selbst hatte die Zahl der Rohre beim Viaduc de Busseau auf 8 reduziert und sie anschließend bei den allerdings eingleisigen vier Viadukten der Strecke von Commentry nach Gannat auf 4 verringert. Die Rohre waren durch innenliegende Zugstangen versteift, die in den Sockeln verankert und in den Pfeilerköpfen durch Schauben gespannt waren. Um die seitlichen Windlasten besser aufnehmen zu können, waren die unteren Rohre durch ausgespreizte Stützrohre verstärkt.
Der Eisenbau des Viaduc de la Bouble und des Viaduc du Bellon wurde von den Vorläufern der Unternehmen Fives-Lille und Etablissement Cail unter der Leitung von Félix Moreaux ausgeführt, die schon den Viaduc de Busseau erstellt hatten. Mit dem Viaduc de Rouzat und dem Viaduc de Neuvial beauftragte Nördling den ihm als Bauleiter der Eisenbahnbrücke über die Garonne in Bordeaux bekannt gewordenen Gustave Eiffel, der gerade seinen eigenen Eisenbaubetrieb in Levallois-Perret bei Paris eröffnet hatte. Die bauausführenden Firmen erstellten die Ausführungsplanung, bei der sie mit Nördlings Genehmigung auch von seiner Entwurfsplanung abweichen konnten. Eiffel führte dabei eine Reihe von Änderungen ein, die auch bei den nachfolgenden Brücken übernommen wurden.

## Das Viaduc de la Bouble

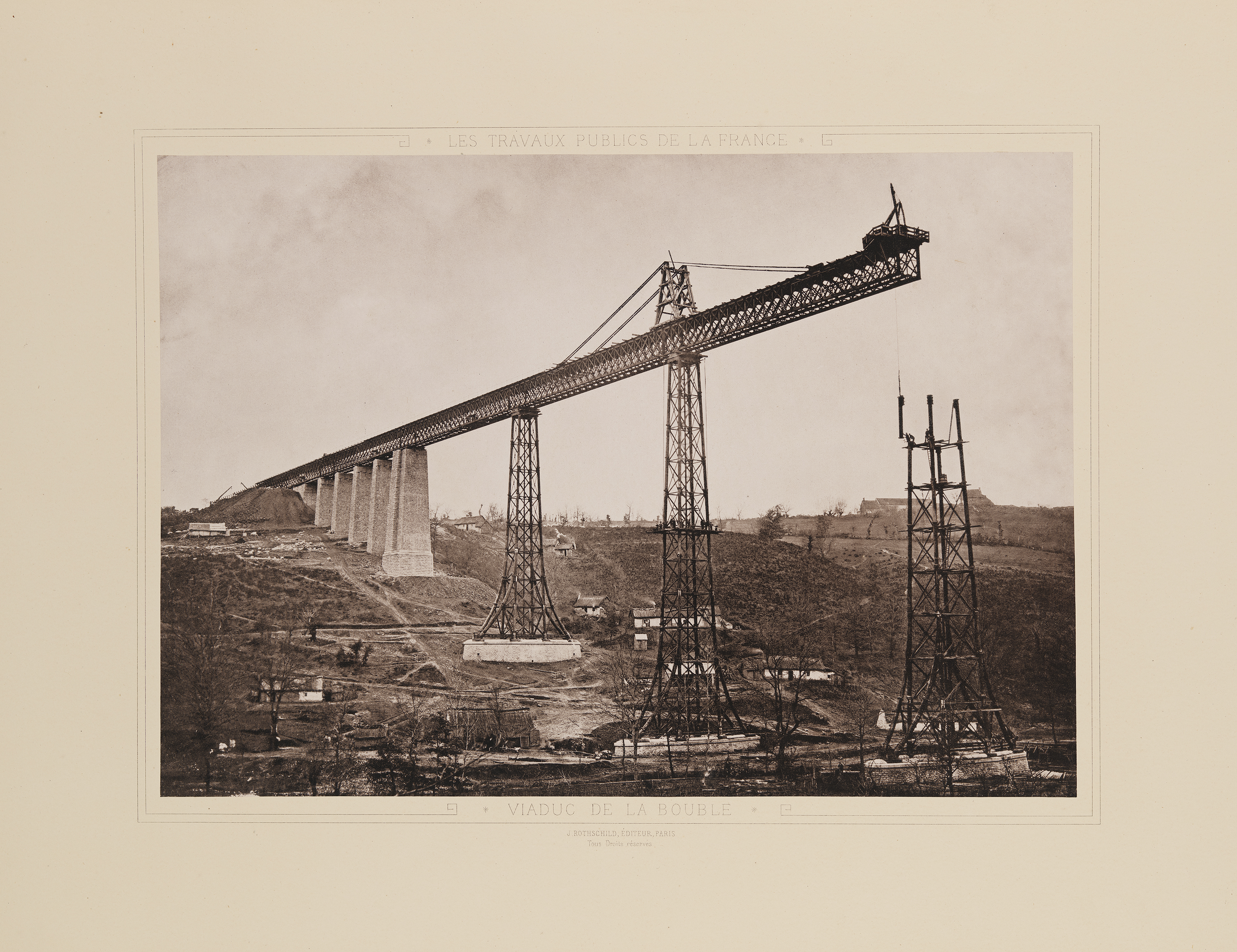
Viaduc de la Bouble im Bau

Das insgesamt 395 m lange Viaduc de la Bouble führt die Eisenbahn in 66,10 m Höhe über das Flüsschen Bouble an der Grenze der Gemeindegebiete von Louroux-de-Bouble und Échassières. Der Fahrbahnträger besteht aus einem 300 m langen Gitterträgerbalken, der von fünf auf mächtigen Steinsockeln stehenden eisernen Pfeilern gestützt wird. Der Pfeilerachsabstand beträgt jeweils 50 m. Am linken Hochufer wird der Fahrbahnträger durch fünf gemauerte, 10 m weite Rundbögen an die Strecke angeschlossen, am rechten Ufer sind es nur zwei Bögen mit 7 m lichter Weite.
Die drei mittleren der fünf Pfeiler sind einheitlich 55,80 m hoch. Ihre Steinsockel ragen 1,90 m über die Hochwassermarke der Bouble hinaus. Die tragenden Elemente der Pfeiler sind vier gusseiserne, 5 m hohe Rohre, die in elf Etagen übereinander angeordnet und durch Andreaskreuze sowie horizontale Verstrebungen miteinander verbunden und versteift sind. Außerdem wurden die Rohre mit Beton verfüllt. Sie haben einen Außendurchmesser von 50 cm, ihre Wandstärken nehmen von 4,5 cm nach oben bis auf 3,0 cm ab. Die Pfeiler haben einen sogenannten Anzug, d. h. ihre Außenkanten sind leicht nach innen geneigt, so dass sich die Projektion ihrer Linien in einem Punkt 40 m über den Gleisen treffen. Der Pfeilerkopf ist eine schmucklose 2,50 m × 3,50 m große Plattform, auf der die Lager des Fahrbahnträgers montiert sind. Die unteren drei Etagen sind durch quer zur Fahrbahn ausgespreizte Stützrohre verstärkt.
Der Fahrbahnträger besteht aus zwei 4,54 m hohen Gitterträgern, die im Achsabstand von 3,5 m angeordnet sind, auf denen das Brückendeck aus Doppel-T-Trägern montiert ist. Er wurde auf einem 150 m langen Bauplatz auf der Strecke oberhalb des linken Flussufers montiert und jeweils 50 m über das Tal eingeschoben, so dass er als Kran für den Bau der Pfeiler benutzt werden konnte.
Im November 1870 wurden Tests mit rollenden Zügen durchgeführt. Nach einem außergewöhnlich kalten Winter und dem Ende des Deutsch-Französischen Krieges wurde die Strecke am 8. März 1871 zunächst nur für Militärzüge geöffnet, am 19. Juni 1871 auch für den zivilen Verkehr.
Das Viaduc de la Bouble steht seit 2009 unter Denkmalschutz. Es wurden umfangreiche Sanierungsarbeiten durchgeführt.